# Homosexualität auf Grenada

Geografische Lage von Grenada

Homosexualität ist auf Grenada für Männer gesetzlich verboten. Das Land öffnet sich langsam dem Thema und schwule Touristen werden, im Gegensatz zu den meisten anderen ehemals britischen Kolonien in der Karibik, nicht bedroht. Gleichgeschlechtliche Liebe wird von der überwiegenden Mehrheit der Bevölkerung im Inselstaat jedoch noch immer kaum akzeptiert.

## Illegalität
Auf Grenada wird Analverkehr nach § 435 Strafgesetzbuch (auch heterosexueller Analverkehr) mit einer Freiheitsstrafe von bis zu 10 Jahren bestraft. Der Gesetzestext ist dabei so schwammig („If any two persons are guilty of unnatural connexion [sic], ..., every such person shall be liable to imprisonment for ten years.“), dass selbst Menschenrechtsorganisationen erklären, dass einige Quellen darauf hin deuten, dass lesbische sexuelle Handlungen dagegen legal seien. 2009 erklärte der Direktor des Grenada Caribbean HIV/AIDS Partnership (GrenCHAP), eine Nichtregierungsorganisation, die für sexuelle Minderheiten, Prostituierte und andere Bevölkerungsgruppen mit hohem Risiko eintritt, dass das Gesetz gegen Homosexualität „nicht aktiv durchgesetzt“ werde.

## Anerkennung gleichgeschlechtlicher Paare
Gleichgeschlechtliche Paare werden weder im Wege der eingetragenen Partnerschaft noch im Rahmen einer gleichgeschlechtlichen Ehe anerkannt.

## Gesellschaftliche Situation
Grenada gehört zu den letzten 11 Ländern auf dem Doppel-Kontinent Amerika, in denen Homosexualität noch sanktioniert wird. Im Unterschied zu den übrigen zehn (allesamt Commonwealth-Staaten), betreibt das Land keine aktive Verfolgung Homosexueller. The U.S. Department of State's Country Reports für Menschenrechtspraktiken von 2008 charakterisierte die Gesellschaft Grenadas als „im allgemeinen … intolerant gegenüber Homosexualität“. Im Vergleich zu europäischen Verhältnissen, eine negative Einschätzung, jedoch günstiger als Aussagen zu den übrigen zehn Staaten mit sodomy laws, wie Guyana, Belize, Jamaika, Barbados oder Trinidad und Tobago, die als homophobe Länder eingestuft werden.
Medien berichten, dass es im November 2007 eine Kontroverse darüber gab, ob Homo-Kreuzfahrtschiffen eine Einreise nach Grenada gewährt werden solle. In einer Erklärung vom 6. Dezember 2007 erklärte das Ministerium für Tourismus, dass alle Besucher in Grenada herzlich willkommen sind, auch Homosexuelle. Gleichzeitig warnte man aber, dass die Mehrheit der Menschen in Grenada noch nie mit dem „gay lifestyle“ in Berührung gekommen ist und intime Handlungen in der Öffentlichkeit bei allen Paaren nicht geduldet werden.
Zwar gab es Fälle im Land, in denen Schwule mit Messern attackiert oder mit Flaschen beworfen wurden, auch mit Drohungen und verbalen Belästigungen konfrontiert wurden, aber es gab noch nie einen Schwulen-Mord, erklärte der Direktor von GrenCHAP 2009. Laut seiner Aussage ist GrenCHAP die primäre Gruppe, die sich in Grenada aktiv für die Förderung schwuler und lesbischer Rechte einsetzt.